# 卡路士·韋拿斯高·卡巴洛
卡路士·韋拿斯高·卡巴洛（西班牙語：Carlos Velasco Carballo，1971年3月16日—）是西班牙足球裁判。他於2008年成為國際足協的國際裁判，得以為國際賽執法。同年，為歐洲U-19足球錦標賽的兩場預賽執法。2010年，他取得為歐冠執法的資格，並替三場分組賽、一場16強和一場半決賽執法。翌年，又被委任為歐洲足協盃決賽的球證。2012年歐洲國家盃，他為一場分組賽和一場八強賽執法。翌年，他成為世界冠軍球會盃的球證之一，並為其中一場半決賽執法。2014年1月，他被選為2014年世界盃的球證之一。

## 資料來源
1. ↑  .   [2014-06-12]. （原始内容存档于2016-03-04）.